# Jože Tanko
Jože Tanko, slovenski politik, poslanec in lesarski inženir, * 16. april 1956
Trenutno je podpredsednik Državnega zbora RS.

## Življenjepis
2018– poslanec v Državnem zboru, podpredsednik Državnega zbora RS. 
2014–2018 poslanec v Državnem zboru
2011–2014 poslanec v Državnem zboru
2008–2011 poslanec v Državnem zboru
2004–2008 poslanec v Državnem zboru
2000–2004 poslanec v Državnem zboru
1995–2002 župan Občine Ribnica
1994–1995 Žaga Stari Log d. o. o. – direktor
1982–1994 INLES Ribnica d.d. – tehnolog, vodja priprave dela, tehniški direktor delniške družbe
1981 vojaški rok – Niš, Pirot
1980 INLES Ribnica
1975–1980 Biotehniška fakulteta – smer lesarstvo
1971–1975 Gimnazija Kočevje
1963–1971 Osnovna šola dr. Franceta Prešerna Ribnica

## Članstvo v delovnih telesih
Tanko, član Slovenske demokratske stranke, je bil leta 2004 izvoljen v Državni zbor Republike Slovenije; v tem mandatu je bil član naslednjih delovnih teles:
- Odbor za promet,
- Odbor za kulturo, šolstvo in šport,
- Mandatno-volilna komisija in
- Kolegij predsednika Državnega zbora Republike Slovenije.

Na državnozborskih volitvah leta 2011 je bil izvoljen Jože Tanko za mandatno obdobje 2011-2015 in je član naslednjih delovnih teles v Državnem zboru 2011-2015.
- Kolegij predsednika Državnega zbora (član)
- Ustavna komisija (član)
- Mandatno-volilna komisija (član)